# Yea
Yea is een plaats in de Australische deelstaat Victoria. In 2006 telde Yea 1.052 inwoners.